# 呉学麟
呉 学麟（ご・がくりん、朝鮮語: 오학린）は、朝鮮氏族の高敞呉氏の始祖である。高麗靖宗代に翰林学士を務めた。
新羅智証王代に中国から新羅に移住した呉瞻を先祖にもつ。